# Acalypha emirnensis
Acalypha emirnensis é uma espécie de flor do gênero Acalypha, pertencente à família Euphorbiaceae.